# Osiris
Osiris (/ɔʊˈsaɪrɪs /,trong tiếng Hy Lạp Ὄσιρις còn gọi là Usiris; các tên khác dịch từ tiếng Ai Cập là Asar, Asari, Aser, Ausar, Ausir, Wesir, Usir, Usire và Ausare) là một vị thần trong bộ 9 vĩ đại của Heliopolis trong tôn giáo Ai Cập cổ đại. Ông là con trai của thần đất Geb và nữ thần bầu trời Nut, là anh của 3 vị thần Isis, Set và Nephthys. Ông được coi là thần của thế giới bên kia, người cai quản âm phủ.
Osiris được miêu tả là có nước da màu xanh, mang bộ râu của pharaoh và xuất hiện dưới dạng xác ướp. Ông đội vương miện Atef (vương miện trắng có gắn lông vũ ở hai bên), tay cầm néo và móc - biểu tượng của một pharaoh.

## Thần thoại

### Bị giết hại
Sau khi Geb thoái vị, ông kế vị ngai vàng, trở thành Pharaoh thứ tư của Ai Cập (sau Atum/Ra, Shu và Geb). Set ghen tức vì điều này, cho rằng mình mới xứng đáng lên ngôi nên luôn tìm cách hãm hại anh mình.
Set đã quyết định tổ chức một bữa tiệc linh đình để tỏ lòng tôn kính với Osiris và tặng một cái hòm được chạm trổ hết sức tinh xảo cho ai nằm vừa nó. Tất nhiên, chiếc hòm được đóng cho vừa với ông. Khi vừa nằm vào trong thì Set đóng nắp hòm lại và thả ông xuống dòng sông Nile.
Chiếc hòm đó trôi dạt vào Bylos. Ngay khi trôi vào bờ, một cây thánh liễu mọc lên bảo vệ nó. Cái cây đó to đễn nỗi vua xứ Bylos đã đem chặt chúng về làm những cây cột trong cung điện của mình. Isis biết được đã xin nhà vua đem cây cột có chứa xác Osiris về Ai Cập. Bà đã dùng phép thuật hồi sinh ông và mang thai Horus.
Set lại tìm thấy chiếc hòm đó, đã chặt xác của Osiris thành nhiều mảnh và rải khắp Ai Cập. Isis và Nephthys phải đi nhặt từng bộ phận cơ thể của ông, nhưng dương vật lại thiếu mất do bị cá ăn (có thuyết là do Set cho chúng ăn). Vì thế Osiris không thể sống trở lại. Một số truyền thuyết khác lại cho rằng, sau đó bà đã gắn một dương vật bằng vàng cho Osiris và mới mang thai Horus.
Ra thương tiếc nên đã cho thần đầu chó Anubis ướp xác ông, và theo lệnh Thoth, Isis và Nephthys ghép các mảnh xác của Osiris lại. Ra sau đó đã cho ông phong cho ông làm Vua của cõi âm, và để Horus con ông trở thành vị Pharaoh thứ 5 cai quản Ai Cập.

### Osiris và Anubis
Nephthys vốn không ưa chồng mình là Set nên đã cải trang thành chị mình - Isis và quyến rũ người anh Osiris. Kết quả là Nephthys có thai và đã hạ sinh Anubis. Isis không tỏ ra ghen tuông nhưng Set cảm thấy tức giận vì mình bị lừa gạt. Đó cũng là một lý do khiến Set ganh ghét ông.

## Thờ cúng
Osiris còn là một trong những thần cổ nhất trong các văn bản đã được tìm thấy; một trong những bút tích lâu đời nhất được biết có nhắc tới Osiris là ở Palermo vào khoảng năm 2500 TCN. Ông được thờ rộng rãi cho đến khi xảy ra sự đàn áp trong kỷ nguyên Cơ đốc giáo.
Tại Memphis, Osiris đã kết hợp với Ptah (Đấng sáng tạo) và Sokar (con ưng thần, thần chết của Memphis), trở thành Ptah-Sokar-Osiris, biểu tượng của ánh mặt trời dưới địa ngục.
Tại địa ngục Duat, Osiris được coi là một trong 42 vị thẩm phán thần thánh của Ai Cập cổ đại, có trách nhiệm phán quyết một linh hồn có tội hay không qua việc "cân tim". Nếu trái tim của người chết bằng với trọng lượng của cọng lông Ma'at, linh hồn của họ được chào đón vào vương quốc Osiris. Ngược lại, họ sẽ bị con quỷ Ammit nuốt chửng.

## Hình ảnh
- Đầu của thần Osiris, ca. 595-525 B.C.E. Bảo tàng Brooklyn
- Sokar-Osiris-Ptah